# Одбојкашка репрезентација Хрватске
Одбојкашка репрезентација Хрватске у организацији Одбојкашког савеза Хрватске представља Хрватску у одбојци у на свим значајнијим светским и континенталним такмичењима.

## Успеси репрезентације

### Наступи наОлимпијским играма
- Нема учешћа

### Наступи наСветским првенствима
| Година                 | Турнир                | Пласман               | ИГ                    | П                     | ИЗ                    | ДС                    | ИС                    | СК                    |
| ---------------------- | --------------------- | --------------------- | --------------------- | --------------------- | --------------------- | --------------------- | --------------------- | --------------------- |
| 1949—1990.             | Као Југославија       | Као Југославија       | Као Југославија       | Као Југославија       | Као Југославија       | Као Југославија       | Као Југославија       |                       |
| Грчка 1994.            | Није се квалификовала | Није се квалификовала | Није се квалификовала | Није се квалификовала | Није се квалификовала | Није се квалификовала | Није се квалификовала | Није се квалификовала |
| Јапан 1998.            | Није се квалификовала | Није се квалификовала | Није се квалификовала | Није се квалификовала | Није се квалификовала | Није се квалификовала | Није се квалификовала | Није се квалификовала |
| Аргентина 2002.        | Први круг             | 19. место             | 3                     | 0                     | 3                     | 1                     | 9                     | 0,111                 |
| Јапан 2006.            | Није се квалификовала | Није се квалификовала | Није се квалификовала | Није се квалификовала | Није се квалификовала | Није се квалификовала | Није се квалификовала | Није се квалификовала |
| Италија 2010.          | Није се квалификовала | Није се квалификовала | Није се квалификовала | Није се квалификовала | Није се квалификовала | Није се квалификовала | Није се квалификовала | Није се квалификовала |
| Пољска 2014.           | Није се квалификовала | Није се квалификовала | Није се квалификовала | Није се квалификовала | Није се квалификовала | Није се квалификовала | Није се квалификовала | Није се квалификовала |
| Италија/Бугарска 2018. | Није се квалификовала | Није се квалификовала | Није се квалификовала | Није се квалификовала | Није се квалификовала | Није се квалификовала | Није се квалификовала | Није се квалификовала |
| Пољска/Словенија 2022. | Није се квалификовала | Није се квалификовала | Није се квалификовала | Није се квалификовала | Није се квалификовала | Није се квалификовала | Није се квалификовала | Није се квалификовала |
| Укупно                 | 1/20                  | 19. место             | 3                     | 0                     | 3                     | 1                     | 9                     | 0,111                 |

### Наступи наЕвропским првенствима
| Година                                          | Турнир                | Пласман               | ИГ                    | П                     | ИЗ                    | ДС                    | ИС                    | СК                    |
| ----------------------------------------------- | --------------------- | --------------------- | --------------------- | --------------------- | --------------------- | --------------------- | --------------------- | --------------------- |
| 1948—1991.                                      | Као Југославија       | Као Југославија       | Као Југославија       | Као Југославија       | Као Југославија       | Као Југославија       | Као Југославија       | Као Југославија       |
| 1993—Берлин 2003.                               | Није се квалификовала | Није се квалификовала | Није се квалификовала | Није се квалификовала | Није се квалификовала | Није се квалификовала | Није се квалификовала | Није се квалификовала |
| / Рим/Београд 2005.                             | Први круг             | 8. место              | 5                     | 2                     | 3                     | 9                     | 9                     | 1,000                 |
| Москва/Санкт Петербург.                         | Први круг             | 14. место             | 3                     | 0                     | 3                     | 4                     | 9                     | 0,444                 |
| 2009-2013.                                      | Није се квалификовала | Није се квалификовала | Није се квалификовала | Није се квалификовала | Није се квалификовала | Није се квалификовала | Није се квалификовала | Није се квалификовала |
| / Бугарска/Италија 2015.                        | Први круг             | 15. место             | 3                     | 0                     | 3                     | 0                     | 9                     | 0,000                 |
| Пољска 2017.                                    | Није се квалификовала | Није се квалификовала | Није се квалификовала | Није се квалификовала | Није се квалификовала | Није се квалификовала | Није се квалификовала | Није се квалификовала |
| / Белгија/Словенија/Француска/Холандија 2019.   | Није се квалификовала | Није се квалификовала | Није се квалификовала | Није се квалификовала | Није се квалификовала | Није се квалификовала | Није се квалификовала | Није се квалификовала |
| / Естонија/Пољска/Финска/Чешка 2021.            | Осмина финала         | 14. место             | 6                     | 3                     | 3                     | 10                    | 14                    | 0,714                 |
| / Италија/Бугарска/Сев. Македонија/Израел 2023. | Осмина финала         | 11. место             | 6                     | 3                     | 3                     | 11                    | 12                    | 0.917                 |
| Укупно                                          | 5 учешћа              | 8. место              | 23                    | 8                     | 15                    | 34                    | 53                    | 0.642                 |

## Славни играчи
- Томислав Чошковић
- Инослав Крнић
- Иван Доналд Марић
- Дарко Нојић
- Игор Омрчен